# Alexander Šmátrala
Alexander Šmátrala (30. dubna 1923 – 24. července 2008) byl slovenský a československý politik Komunistické strany Slovenska a poúnorový poslanec Národního shromáždění ČSR.

## Biografie
Ve volbách roku 1954 byl zvolen za KSS do Národního shromáždění ve volebním obvodu Bratislava-okolí-Pezinok. V parlamentu setrval do července 1957, kdy rezignoval a nahradil ho Štefan Brenčič. Profesně se k roku 1954 uvádí jako topič.